# 타임스 그룹
타임즈 그룹(Times Group), 일명 타임즈 오브 인디아 그룹은 인도에 본사를 둔 전 세계 최다 영자신문 발행 미디어 그룹이다. 타임즈 그룹의 지주회사는 베네트, 콜레만 & 컴퍼니(BCCL, Bennett, Coleman and Company Limited)이며 1만1천명의 직원들과 50여 계열사를 거느리고 있다. 매년 인디아 국제 영화제를 개최하고 있으며, 2014년부터는 싱가포르의 알리바바 그룹으로 불리는 싱가포르 거래소(SGX:AFC) 상장사 유주닷컴이 운영하는 2014년 슈퍼탤런트 오브 더 월드의 국제 언론사를 주관하고 있다.

## 같이 보기
- 유주닷컴
- 상하이 미디어 그룹
- 슈탤 그룹
- 한국영화배우협회